# Talsperre Veiros
Die Talsperre Veiros (portugiesisch Barragem de Veiros) liegt in der Region Alentejo Portugals im Distrikt Évora. Sie staut den Ana Loura zu einem Stausee auf. Der Ortskern der Gemeinde Veiros befindet sich ungefähr 200 m nördlich der Talsperre.
Mit dem Projekt zur Errichtung der Talsperre wurde im Jahre 2008 begonnen. Der Bau wurde 2012 fertiggestellt. Die Talsperre dient der Bewässerung. Sie ist im Besitz der DGADR.

## Absperrbauwerk
Das Absperrbauwerk ist ein Staudamm mit einer Höhe von 32,5 m über der Gründungssohle (28,14 m über dem Flussbett). Die Dammkrone liegt auf einer Höhe von 272,50 m über dem Meeresspiegel. Die Länge der Dammkrone beträgt 150 m und ihre Breite 8 m. Das Volumen des Staudamms umfasst 201.550 m³.
Der Staudamm verfügt sowohl über einen Grundablass als auch über eine Hochwasserentlastung. Über den Grundablass können maximal 2,8 m³/s abgeleitet werden, über die Hochwasserentlastung maximal 494 (bzw. 298) m³/s. Das Bemessungshochwasser liegt bei 406 m³/s; die Wahrscheinlichkeit für das Auftreten dieses Ereignisses wurde mit einmal in 5.000 Jahren bestimmt.

## Stausee
Beim normalen Stauziel von 269 m (maximal 271,10 m bei Hochwasser) erstreckt sich der Stausee über eine Fläche von rund 1,42 km² und fasst 10,3 Mio. m³ Wasser – davon können 8,8 Mio. m³ genutzt werden. Das minimale Stauziel liegt bei 256,70 m.